# 郑筱萸
郑筱萸（1944年12月10日—2007年7月10日），男，汉族，福建福州人，中华人民共和国政治人物，曾任国家食品药品监督管理局局长，后因受贿被判处死刑。复旦大学生物系动物及人体生理专业毕业。

## 生平
郑筱萸1968年毕业于复旦大学生物系，后历任杭州民生制药厂厂长、浙江省总工会主席。1994年出任国家医药管理局局长。1998年国务院机构改革后，出任新组建的国家药品监督管理局局长。2003年5月出任国家食品药品监督管理局局长，2005年6月免职，但仍然担任中国药学会理事长。
2006年12月26日，郑筱萸被中纪委“双规”。据称，郑筱萸被“双规”是因为此前已经被调查的前国家药监局药品注册司司长曹文庄的举报。2007年1月24日，国务院总理温家宝召开国务院常务会议，要求彻查郑筱萸的严重违法违纪问题，依法严肃处理。3月1日，中央纪委、监察部宣布郑筱萸因严重违纪受开除党籍、行政开除处分，对其涉嫌犯罪问题移送司法机关依法处理。5月16日，郑筱萸一案在北京市第一中级人民法院开庭审理。法院指控鄭筱萸在1997年中至2006年年底擔任國家藥監局局長等職務期間，審批8家藥廠的藥品和醫療器械過程中，直接或者透過妻子劉耐雪和兒子鄭海榕，受賄649萬多元人民幣。2001年到2003年，擅自降低審批藥品標準，其後被揭發部分藥廠虛報藥品資料，其中6種是假藥。2006年4月爆发齐齐哈尔第二制药有限公司（齐二药）亮菌甲素注射液事件（詳見「二甘醇」條目）；2006年8月爆发安徽華源生物藥業有限公司「欣弗」克林霉素磷酸酯葡萄糖注射液事件，導致十人死亡，多名病人出現腎功能衰竭。2007年5月29日上午，北京市第一中级人民法院对郑筱萸案作出一审判决，以受贿罪判处郑筱萸死刑，剥夺政治权利终身，没收个人全部财产；以玩忽职守罪判处其有期徒刑7年，两罪并罚，决定执行死刑，剥夺政治权利终身，没收个人全部财产。
郑筱萸对判决不服并提出上诉。2007年6月18日14时40分，郑筱萸案二审结束，但没有当庭宣判，由合议庭庭后合议并择日宣判结果。6月18日18时10分左右，郑筱萸的辩护律师张庆、刘宁在其所属北京公元律师事务所的网站上公布了包括郑筱萸案的起诉书、一审辩护词、判决书、上诉状、二审辩护词等在内的9个法律文书。但最迟至6月19日14时左右即被删除。經中华人民共和国最高人民法院核准，2007年7月10日上午，郑筱萸被執行注射死刑，终年63岁。临刑前一天，郑筱萸在看守所写下了忏悔书，讲述了自己听到死刑判决后从震惊到悔过的心路历程，希望能用自己的死警醒世人。

## 社会兼职
曾任中国药学会理事长，第七届、第八届药典委员会主任委员（2005年11月邵明立接任主任委员）。

## 荣誉
曾被评为“全国劳动模范”，入选首届全国医药行业优秀企业家。